# Unterseeboot 709
L'Unterseeboot 709 ou U-709 est un sous-marin allemand (U-Boot) de type VIIC utilisé par la Kriegsmarine pendant la Seconde Guerre mondiale.
Le sous-marin fut commandé le 15 août 1940 à Hambourg (H. C. Stülcken Sohn), sa quille fut posée le 5 mai 1941, il fut lancé le 14 avril 1942 et mis en service le 12 août 1942 de l'Oberleutnant zur See Karl-Otto Weber.
L'U-709 n'endommagea ou ne coula aucun navire au cours des 5 patrouilles (171 jours en mer) qu'il effectua.
Il fut porté disparu dans l'Atlantique Nord, en février 1944.

## Conception
Unterseeboot type VII, l'U-709 avait un déplacement de 769 tonnes en surface et 871 tonnes en plongée. Il avait une longueur totale de 67,10 m, un maître-bau de 6,20 m, une hauteur de 9,60 m et un tirant d'eau de 4,74 m. Le sous-marin était propulsé par deux hélices de 1,23 m, deux moteurs diesel Germaniawerft M6V 40/46 de 6 cylindres en ligne de 1 400 cv à 470 tr/min, produisant un total de 2 060 à 2 350 kW en surface et de deux moteurs électriques Garbe, Lahmeyer & Co. RP 137/c de 375 cv à 295 tr/min, produisant un total 550 kW, en plongée. Le sous-marin avait une vitesse en surface de 17,7 nœuds (32,8 km/h) et une vitesse de 7,6 nœuds (14,1 km/h) en plongée. Immergé, il avait un rayon d'action de 80 milles marins (150 km) à 4 nœuds (7,4 km/h; 4,6 milles par heure) et pouvait atteindre une profondeur de 230 m. En surface son rayon d'action était de 8 500 milles nautiques (soit 15 700 km) à 10 nœuds (19 km/h).
L'U-709 était équipé de cinq tubes lance-torpilles de 53,3 cm (quatre montés à l'avant et un à l'arrière) qui contenait quatorze torpilles. Il était équipé d'un canon de 8,8 cm SK C/35 (220 coups) et d'un canon antiaérien de 20 mm Flak. Il pouvait transporter 26 mines TMA ou 39 mines TMB. Son équipage comprenait 4 officiers et 40 à 56 sous-mariniers.

## Historique
Il reçut sa formation de base au sein de la 5. Unterseebootsflottille jusqu'au 28 février 1943, puis il intégra sa formation de combat dans 9. Unterseebootsflottille.
Il quitte Kiel pour sa première patrouille sous les ordres de l'Oberleutnant zur See Karl-Otto Weber le 13 février 1943. Il explore un secteur au nord-ouest de Rockall et rentre après trente-quatre jours de mer.
Sa deuxième patrouille se déroule du 15 avril au 23 mai 1943, soit trente-neuf jours. Il navigue à l'est de Saint-Jean de Terre-Neuve, sans succès.
Lors de sa troisième patrouille, le 12 juillet 1943, une explosion de torpille fait deux morts et un blessé, l'obligeant à retourner précipitamment à Brest.
Partant pour sa quatrième patrouille le 2 octobre 1943, l'U-709 connaît une panne technique qui l'oblige à faire demi-tour ; il rentre le lendemain.
Il reprend la mer pour sa quatrième patrouille, du 6 octobre au 28 novembre 1943, soit 54 jours en mer, dans l'Atlantique.
Le 15 novembre 1943, l'U-Boot est surpris et attaqué par un avion non identifié. Des bombes sont larguées qui le manquent et l'U-709 s'échappe indemne.
Sa cinquième et dernière patrouille, sous les ordres de l'Oberleutnant sur See Rudolf Ites, commence le 25 janvier 1944 au départ de Lorient. L'U-709 envoie son dernier message radio à la position géographique approximative 49° 15′ N, 23° 14′ O, tôt le 19 février 1944 au sud-ouest de l'Irlande, lorsqu'il navigue dans la meute Have 1 contre les convois ONS-29 et ON-224. L'U-Boot est porté disparu le 16 mars 1944 lorsqu'il ne signale plus sa position.
Les 52 membres d'équipage meurent dans cette disparition.

### Fait précédemment établi
- Coulé le 1er mars 1944 au nord des Açores, à la position approximative 49° 10′ N, 26° 00′ O, par des charges de profondeur du destroyer d'escorte USS Thomas (DE-102) (en), USS Bostwick (DE-103) (en) et USS Bronstein (DE-189) (en).

## Affectations
- 5. Unterseebootsflottille du 12 août 1942 au 28 février 1943 (Période de formation).
- 9. Unterseebootsflottille du 1er mars 1943 au 19 février 1944 (Unité combattante).

## Commandement
- Oberleutnant zur See Karl-Otto Weber du 12 août 1942 au 2 décembre 1943 (Croix allemande).
- Oberleutnant zur See Rudolf Ites du 3 décembre 1943 au 19 février 1944.

## Patrouilles
|       | Commandant            | Départ          | Départ  | Arrivée          | Arrivée       | Jours     | Succès |
| ----- | --------------------- | --------------- | ------- | ---------------- | ------------- | --------- | ------ |
| 1     | Oblt. Karl-Otto Weber | 13 février 1943 | Kiel    | 18 mars 1943     | Brest         | 34 jours  |        |
| 2     | Oblt. Karl-Otto Weber | 15 avril 1943   | Brest   | 23 mai 1943      | Brest         | 39 jours  |        |
| 3     | Oblt. Karl-Otto Weber | 5 juillet 1943  | Brest   | 20 juillet 1943  | Brest         | 16 jours  |        |
| 4     | Oblt. Karl-Otto Weber | 2 octobre 1943  | Brest   | 3 octobre 1943   | Brest         | 2 jours   |        |
| L     | Oblt. Karl-Otto Weber | 6 octobre 1943  | Brest   | 28 novembre 1943 | Lorient       | 54 jours  |        |
| 5     | Oblt. Rudolf Ites     | 25 janvier 1944 | Lorient | 19 février 1944  | Porté disparu | 26 jours  |        |
| Total | Total                 | Total           | Total   | Total            | Total         | 171 jours | 0 t    |

Notes : Oblt. = Oberleutnant zur See

### Opérations Wolfpack
L'U-709 opéra avec les Wolfpacks (meute de loups) durant sa carrière opérationnelle.
- Westmark (6-11 mars 1943)
- Amsel (22 avril – 3 mai 1943)
- Amsel 3 (3-6 mai 1943)
- Rhein (7-10 mai 1943)
- Elbe 1 (10-14 mai 1943)
- Sans nom (11-29 juillet 1943)
- Siegfried (22-27 octobre 1943)
- Siegfried 3 (27-30 octobre 1943)
- Jahn (30 octobre – 2 novembre 1943)
- Tirpitz 4 (2-8 novembre 1943)
- Eisenhart 6 (9-13 novembre 1943)
- Schill 2 (17-22 novembre 1943)
- Igel 2 (3-17 février 1944)
- Hai 1 (17-22 février 1944)
- Preussen (22 février – 1er mars 1944)